# Wallington (New Jersey)

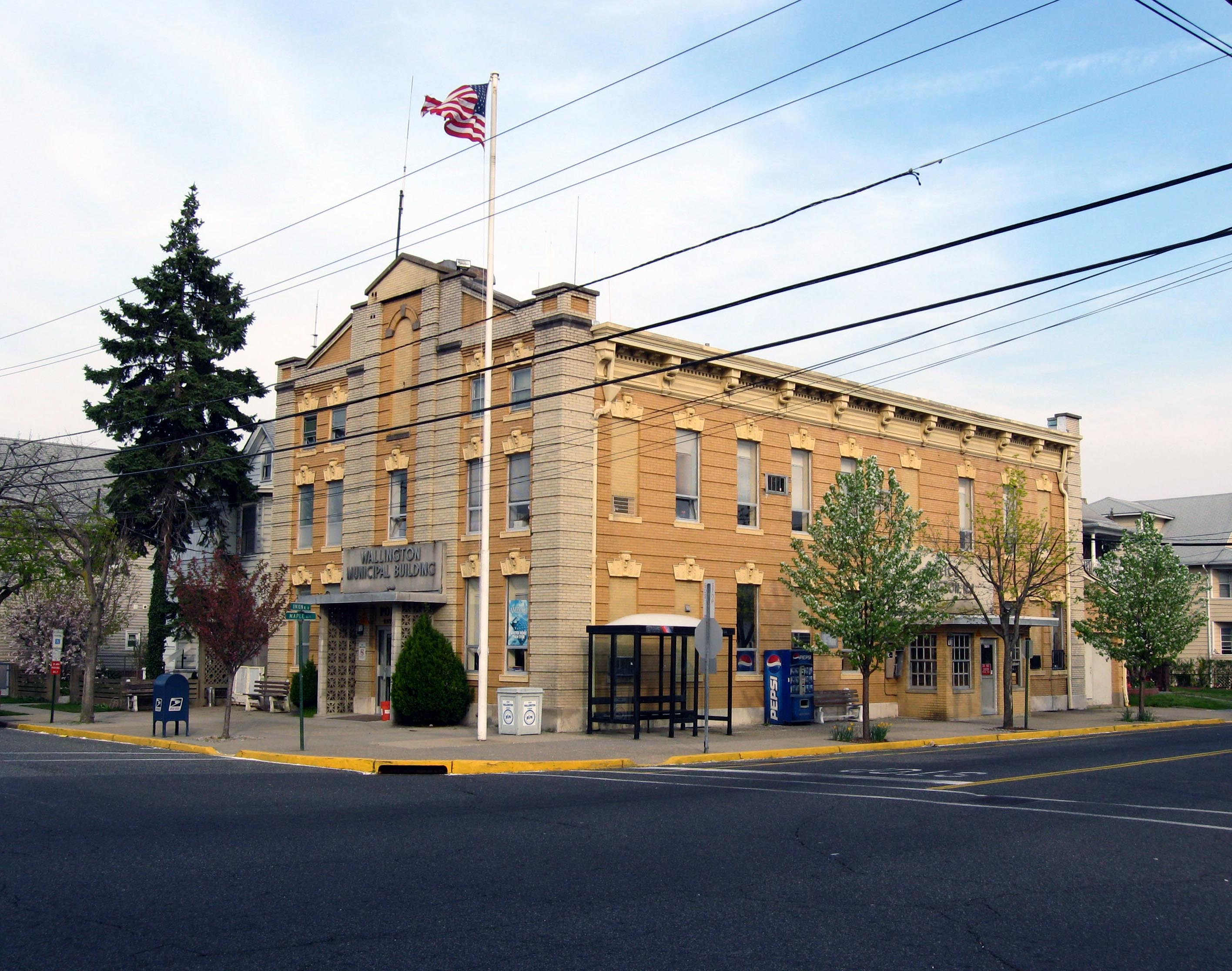
Budynek władz miejskich w Wallington

Wallington – miasto w stanie New Jersey w Stanach Zjednoczonych. Liczy 11,6 tys. mieszkańców (2000), z czego około 45-55% stanowi ludność pochodzenia polskiego.
W mieście znajduje się polska parafia pw. Najświętszego Serca Pana Jezusa – parafia jest terytorialna (obejmuje całe miasto Wallington) oraz personalna (należą do niej Polacy mieszkający w Wallington i okolicznych miasteczkach). Jej proboszczem jest od 1998 Ks. kanonik Feliks R. Marciniak a wikariuszami są zwykle księża z Polski.
W mieście działa wiele polskich instytucji, tutaj jest wydawany popularny dwutygodnik Polonijny, są polskie sklepy, zakłady usługowe. Dzisiaj większość ludności polskiego pochodzenia jest zamerykanizowana, ale przyznaje się do polskich korzeni i kultywuje polskie tradycje. Uczestniczy też w inicjatywach popularyzujących polskość, jak Parada Pułaskiego, lokalne parady, wystawy, imprezy.